# 減圧症
減圧症（げんあつしょう、英: decompression sickness）は、減圧障害の一種で、減圧によって体内にある窒素ガスなどの生理的に不活性なガスが過飽和の状態となり、その気泡が組織内や血管内に形成され引き起こされる障害。略称はDCS。

## 概要

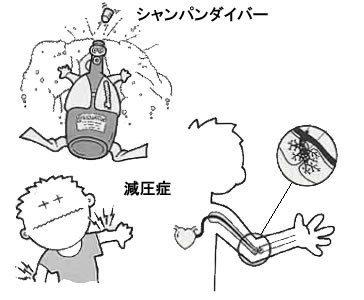
減圧症イメージ画像

減圧障害（Decompression illness、略称DCI）とは減圧症（Decompression sickness、略称DCS）や動脈ガス塞栓症（Arterial gas embolism、略称AGE）及びこれらの鑑別が困難な病態の総称をいう。
通常の環境で気圧に変動がない場合、体内の生理的不活性ガスの組織内圧は変化せず体内組織と環境の窒素分圧は等しいままである。ところが、加圧（潜水では潜降）があると吸入空気中の窒素分圧が上昇し、肺の毛細血管から窒素が取り込まれて組織内窒素分圧が上昇するようになる。その後、減圧（潜水では浮上）すると、高気圧下となり体内組織に取り込まれた窒素ガスの体積が膨張して過飽和状態となる。
組織内に生理的不活性ガスの気泡が発生しても減圧症（DCS）が必ず発症するわけではなく、通常の潜水でもいわゆる無症候性気泡（silent bubbles）は観察される。過飽和状態において発生した気泡で静脈内にあるものは肺に運ばれるが、体外の環境と肺毛細血管には窒素分圧較差があるため、窒素分子は肺胞から出て気道から体外へ呼出される。
生理的不活性ガスの気泡の発生が一定量以下であれば生体に影響を及ぼすことはないが、環境と体内組織との分圧差、呼吸（換気）量、組織の血流量、不活性ガスの組織における溶解度、潜水時間、温度などの影響で、気泡の発生が一定の限度を超えると減圧症（DCS）を発症するおそれがある。

## 症状
一次的障害として気泡が原因の物理的な組織傷害や血管閉塞による虚血、二次的影響として虚血再灌流障害（ischemia reperfusion injury）がある。
古典的分類では軽症の減圧症I型と重症の減圧症II型に分けられる。
- 減圧症I型 - 掻痒感を伴う皮膚の発赤、大理石斑、四肢の浮腫や関節痛など[1]。
- 減圧症II型 - 脊髄型（知覚障害、運動障害等）、脳型（意識障害、痙攣等）、肺型（胸痛、咳等）、内耳型（めまい、吐き気等）、その他全身倦怠感や疲労感など[1]。
- （減圧症III型） - 動脈ガス塞栓症を合併した場合を減圧症III型と呼ぶことがあるが広いコンセンサスは得られていない[1]。

古典的分類は米海軍ダイビングマニュアルなどで採用されている。 しかし、神経症状を有する場合がすべてII型になり重症の幅が広すぎるため重症度分類の確立が必要とされている。

## 治療
高圧酸素療法が、唯一の治療法であり、自然治癒はしない。発症後できる限り早い時期に治療を開始することで、後遺症を最小限に留めることができる。特に重症のときは、一刻も早く治療を開始する必要がある。緊急的には、再度潜水して気泡を縮小させ症状を軽快させる（フカシと言う）ことも行われないわけではないが、推奨されない。
救急処置として（常圧の）純酸素を呼吸させることで、血管の閉塞に起因する低酸素状態から発生する、障害や後遺症をある程度緩和できる可能性が高い。減圧症が疑われる場合には、可能な限り早期に最寄の医療機関を訪問し、あるいは救急車を呼んで酸素吸入を開始し、その後高圧酸素療法を施行可能な医療機関に移送しなければならない。
高圧酸素療法は、どこの医療機関でも施行可能な治療ではなく、施行設備が設置されているのは大学病院等の高度医療機関、労災病院、沿岸部の公立病院等、減圧症患者の来訪頻度が高い医療機関に限られる。一方、経営方針として高圧酸素療法の施行設備を有する医療法人 (例えば徳洲会、清仁会系列など）もある。同時に多人数の患者を治療することはできないため、訪問予定の医療機関が、減圧症患者の受け入れ可能な状態にあるか否か、あらかじめ確認してから受診することが望ましい。
潜水病の研究機関として、海上自衛隊潜水医学実験隊が神奈川県横須賀市に設立されている。また、空中での減圧症については、航空自衛隊の航空医学実験隊で研究されている。

## 予防
減圧症における塞栓を起こす原因物質に関しては、呼吸によるすみやかな代謝が期待できないため、減圧にゆっくりと時間をかけ、体外への自然排出を行うことで予防できる。
戦闘機搭乗や宇宙遊泳などの特殊な環境下では、減圧症を発生させにくい純酸素を呼吸して予防することもできるが、このような環境下でなければ、スクーバダイビングをする場合に注意すればよい。
PADIなどの指導団体の教則では、水面に浮上する前に水面下数mのところで静止させており、このことを安全停止と呼ぶ。高地でのダイビングでは、さらに慎重さと一層の技量が必要になる。
ダイビングを行う際は、一般的に、スクーバダイビングを行ってから24時間までは飛行機への搭乗を禁止し、また、ダイビングの直後に高山に登ることを禁止するなどの指導がある。
なお、潜水直後の飲酒は代謝を乱すため、減圧症を招きやすい危険がある。